# Gayomyia
Gayomyia is een geslacht van insecten uit de familie van de bruine gaasvliegen (Hemerobiidae), die tot de orde netvleugeligen (Neuroptera) behoort.

## Soorten
Deze lijst is mogelijk niet compleet.
- G. falcata (Blanchard in Gay, 1851)
- G. stictica (Blanchard in Gay, 1851)